# Llei de Biot

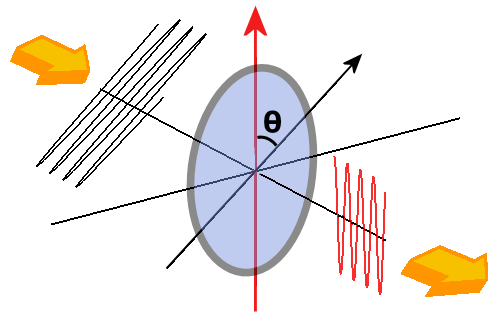
Esquema de la rotació que sofreix la llum polaritzada després de travessar una dissolució amb un solut òpticament actiu. En aquest cas seria una rotació negativa, en sentit contrari a les busques d'un rellotge.

La llei de Biot relaciona de forma directament proporcional l'angle de rotació de la llum polaritzada produït per una dissolució d'una substància òpticament activa amb la concentració d'aquesta substància i la distància recorreguda per la llum dins de la dissolució. L'expressió matemàtica és:
On:
- α: Angle de rotació (mesurat en graus sexagesimals).
- l: Distància travessada per la llum dins la dissolució (és mesura en dm).
- c: Concentració de la substància en dissolució (mesurada en g per ml).
- [α]tλ: rotació òptica específica o poder rotatori específic, és la constant de proporcionalitat que depèn de la naturalesa de la substància òpticament activa; de la temperatura, t; de la longitud d'ona de la llum, λ; i del dissolvent si la substància està en dissolució. Hom usa la notació [α]tD per a indicar que λ és la longitud d'ona de la línia D del sodi, és a dir, 5 839 Å. [α]tλ es considera positiu quan el pla de polarització de la llum gira en el mateix sentit que les busques d'un rellotge, negatiu en el cas contrari. Segons que tinguin poder rotatori positiu o negatiu, les substàncies són anomenades dextrogires o levogires.[1]

El 1815 el físic francès Jean-Baptiste Biot descobrí l'activitat òptica molecular, estudiant dissolucions de sacarosa, càmfora i àcid tàrtric, que persisteix sigui quin sigui l'estat físic de la substància. En els seus estudis descobrí que l'angle de rotació era directament proporcional al nombre de partícules que trobava la llum durant el seu recorregut, per tant era directament proporcional a la concentració i a la longitud del camí recorregut.